# Colibrí de cua metàl·lica maragda
El colibrí de cua metàl·lica maragda (Metallura tyrianthina) és una espècie d'ocell de la família dels troquílids (Trochilidae).

## Hàbitat i distribució
Viu a la selva humida i zones obertes des del nord de Veneçuela fins al nord de Bolívia.